# Clayton da Silveira da Silva
Clayton da Silveira da Silva (Rio de Janeiro, 23 ottobre 1995) è un calciatore brasiliano, attaccante del Diamond Harbour.

## Caratteristiche tecniche
È un'ala destra.

## Carriera
Cresciuto nelle giovanili del Figueirense, ha esordito il 4 novembre 2012 in occasione del match perso 1-0 contro il Flamengo.

## Statistiche

### Presenze e reti nei club
Statistiche aggiornate al 10 agosto 2025.
| Stagione           | Squadra            | Campionato         | Campionato | Campionato | Coppe nazionali | Coppe nazionali | Coppe nazionali | Coppe continentali | Coppe continentali | Coppe continentali | Altre coppe | Altre coppe | Altre coppe | Totale | Totale | Totale |
| Stagione           | Squadra            | Comp               | Pres       | Reti       | Comp            | Pres            | Reti            | Comp               | Pres               | Reti               | Comp        | Pres        | Reti        | Pres   | Reti   |        |
| ------------------ | ------------------ | ------------------ | ---------- | ---------- | --------------- | --------------- | --------------- | ------------------ | ------------------ | ------------------ | ----------- | ----------- | ----------- | ------ | ------ | ------ |
| 2012               | Figueirense        | PD/SC+A            | 0+2        | 0          | CB              | 0               | 0               |                    | -                  | -                  |             | -           | -           | 2      | 0      |        |
| 2013               | Figueirense        | PD/SC+A            | 0          | 0          | CB              | 0               | 0               |                    | -                  | -                  |             | -           | -           | 0      | 0      |        |
| 2014               | Figueirense        | PD/SC+A            | 8+22       | 1+5        | CB              | 2               | 0               |                    | -                  | -                  |             | -           | -           | 56     | 1+5    |        |
| 2015               | Figueirense        | PD/SC+A            | 18+29      | 7+7        | CB              | 9               | 3               |                    | -                  | -                  |             | -           | -           | 18+29  | 17     |        |
| 2016               | Figueirense        | PD/SC+A            | 5+0        | 4          | CB              | 0               | 0               |                    | -                  | -                  | PL          | 1           | 0           | 6      | 4      |        |
| Totale Figueirense | Totale Figueirense | Totale Figueirense | 84         | 24         |                 | 11              | 3               |                    | -                  | -                  |             | 1           | 0           | 96     | 27     |        |
| 2016               | Atlético Mineiro   | M1/MG+A            | 8+28       | 3+4        | CB              | 6               | 0               | CL                 | 4                  | 0                  |             | -           | -           | 46     | 7      |        |
| 2017               | Atlético Mineiro   | M1/MG+A            | 3+7        | 0          | CB              | 0               | 0               | CL                 | 1                  | 0                  | PL          | 5           | 2           | 16     | 2      |        |
| 2017               | Corinthians        | A1/SP+A            | 5+3        | 0+2        | CB              | 2               | 0               | CS                 | 4                  | 0                  |             | -           | -           | 14     | 2      |        |
| 2018               | Atlético Mineiro   | M1/MG+A            | 0          | 0          | CB              | 0               | 0               |                    | -                  | -                  |             | -           | -           | 0      | 0      |        |
| ott. 2020-2021     | Dinamo Kiev        | PL                 | 1          | 0          | KU              | 0               | 0               | UCL                | 0                  | 0                  | SU          | -           | -           | 1      | 0      |        |
| 2025-2026          | Diamond Harbour    | IL                 | 0          | 0          | -               | -               | -               | -                  | -                  | -                  | DC          | 3           | 4           | 3      | 4      |        |
| Totale carriera    | Totale carriera    | Totale carriera    | 139        | 33         |                 | 19              | 3               |                    | 9                  | 0                  |             | 9           | 6           | 176    | 42     |        |

## Palmarès

### Club

#### Competizioni nazionali
- Campionato ucraino: 1

Dinamo Kiev: 2020-2021
- Coppa d'Ucraina: 1

Dinamo Kiev: 2020-2021